# Вознесенська сільська рада (Далматовський район)
Вознесе́нська сільська рада (рос. Вознесенский сельский совет) — сільське поселення у складі Далматовського району Курганської області Росії.
Адміністративний центр — село Вознесенське.
Населення сільського поселення становить 253 особи (2017; 347 у 2010, 525 у 2002).

## Склад
До складу сільського поселення входять:
| Населений пункт    | Населення, осіб (2002) | Населення, осіб (2010) |
| ------------------ | ---------------------- | ---------------------- |
| Вознесенське, село | 304                    | 201                    |
| Язовка, присілок   | 221                    | 146                    |